# Suecia en los Juegos Paralímpicos de Sochi 2014
Suecia estuvo representada en los Juegos Paralímpicos de Sochi 2014 por un total de 22 deportistas, 18 hombres y cuatro mujeres.

## Medallistas
El equipo paralímpico sueco obtuvo las siguientes medallas:
| Nombre                      | Deporte        | Evento                                       |
| --------------------------- | -------------- | -------------------------------------------- |
| Oro                         |                |                                              |
| Helene Ripa                 | Esquí de fondo | 15 km de pie femenino                        |
| Plata                       |                |                                              |
| Zebastian Modin             | Esquí de fondo | 1 km velocidad discapacidad visual masculino |
| Zebastian Modin Helene Ripa | Esquí de fondo | 4 × 2,5 km mixto                             |
| Bronce                      |                |                                              |
| Zebastian Modin             | Esquí de fondo | 20 km discapacidad visual masculino          |